# Stephanuskirche (Schwebda)

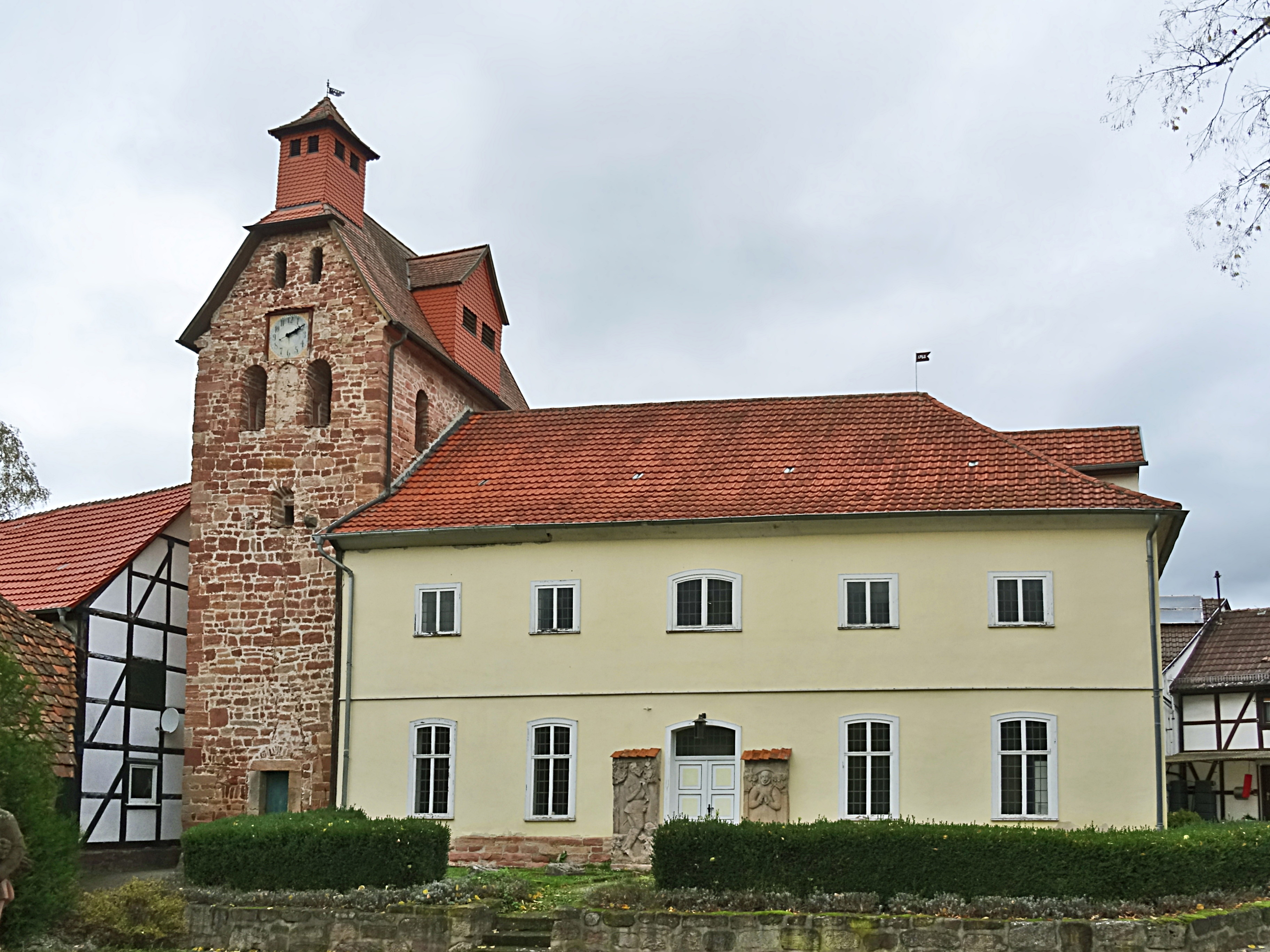
Südansicht der Stephanuskirche

Die Stephanuskirche ist ein denkmalgeschütztes Gebäude inmitten des ursprünglichen Dorfkerns von Schwebda, einem Ortsteil der Gemeinde Meinhard im nordhessischen Werra-Meißner-Kreis. Die Entstehungszeit der romanischen Kirche wird in die Jahre um 1150 datiert. Von ihr ist nur der Kirchturm aus Sandstein, mit einem Krüppelwalmdach und einer Laterne von 1646 erhalten geblieben. Das früher dazugehörende steinerne Kirchenschiff stand bis 1785 und wurde 1786 mit verputztem Holzfachwerk neu erbaut.

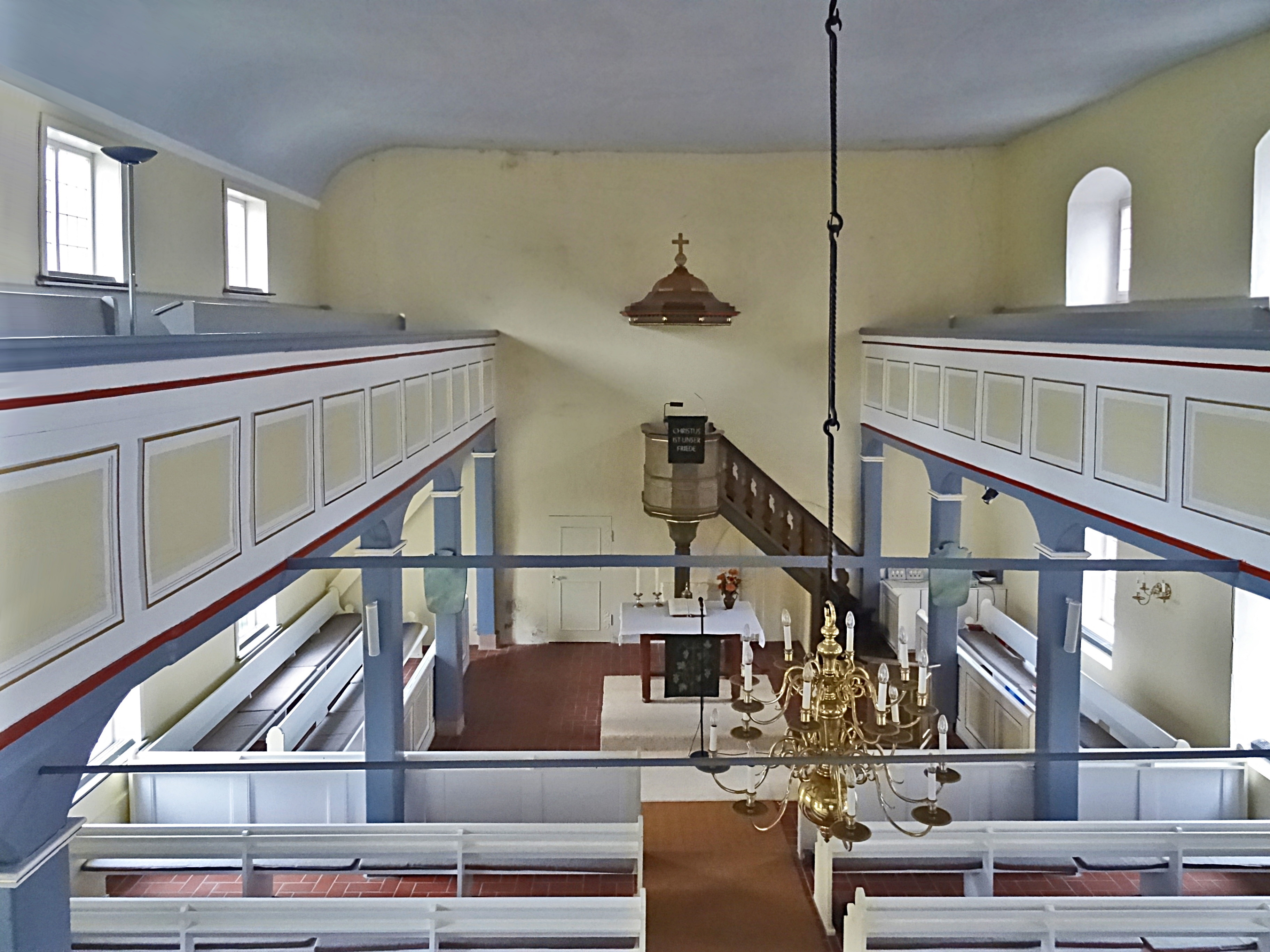
Innenansicht

Ihren Namen erhielt die Kirche nach Stephanus, einem der sieben Diakone der Jerusalemer Urgemeinde, von dem überliefert wird, dass er wegen seines Bekenntnisses zu Jesus Christus getötet wurde und der als erster Märtyrer des Christentums verehrt wird. Die Kirchengemeinde Schwebdas wurde mit den benachbarten Gemeinden von Grebendorf und Frieda dem Bezirk 2 im Kirchspiel Meinhard zugeordnet. Er bildet mit den Gemeinden Jestädt, Motzenrode, Hitzelrode und Neuerode aus dem Bezirk Meinhard 1 den Kooperationsraum Meinhard-Wanfried, der mit dem Kirchspiel Niederdünzebach und der Gemeinde Wanfried zusammenarbeitet. Sie gehören zu dem Kirchenkreis Werra-Meißner, innerhalb der Evangelischen Kirche von Kurhessen-Waldeck im Sprengel Kassel.

## Geschichte

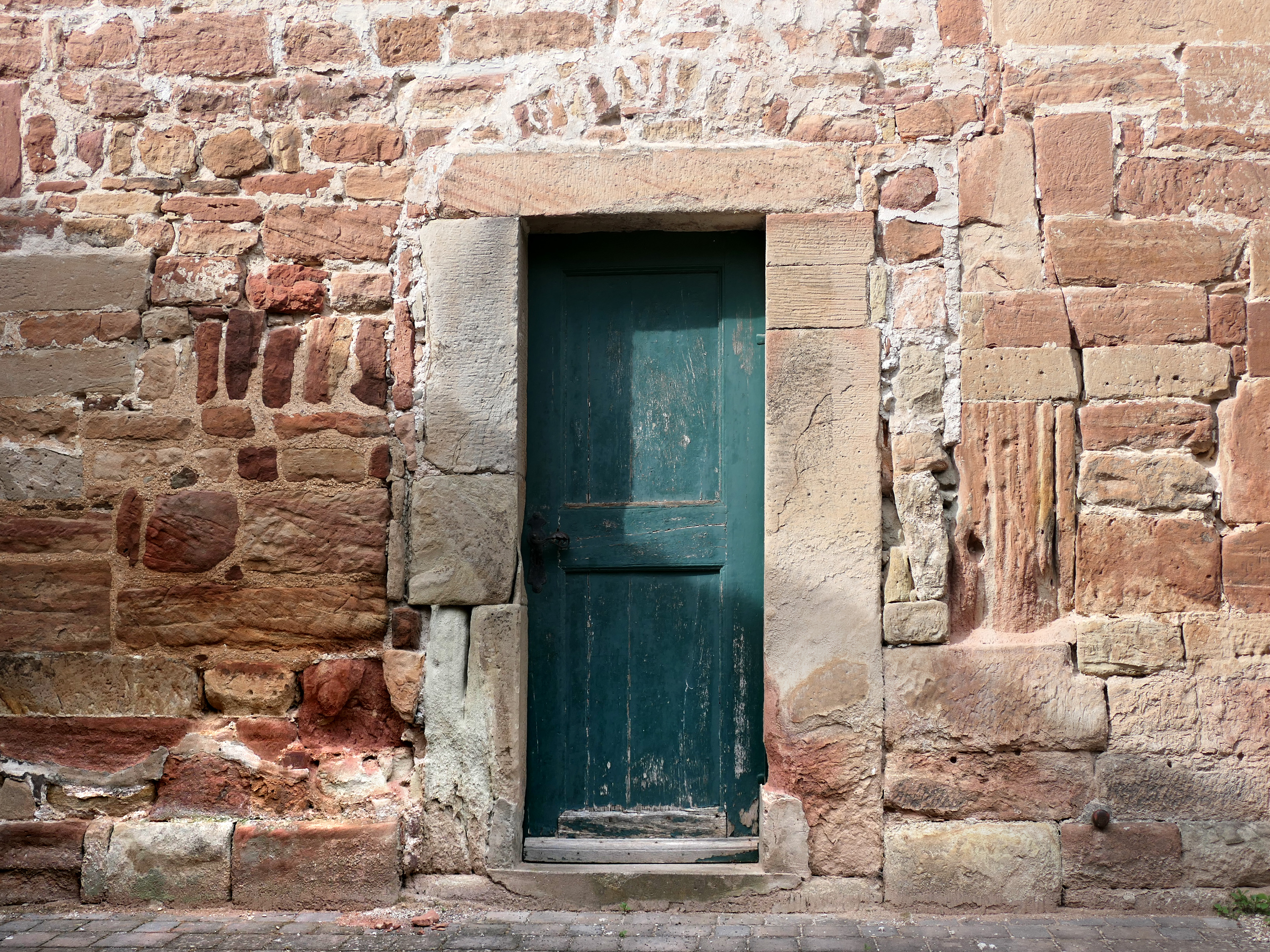
Zugang zum Turm

Erstmals urkundlich erwähnt wurde Schwebda als „Suebada in Thuringia“ in den Jahren um 786 im „Breviarium Lulli“, einem Güterverzeichnis der Abtei Hersfeld, als Schenkung Karls des Großen an das Kloster. In dieser Zeit soll hier bereits eine erste Kirche aus Holz gestanden haben. Die Pfarrei der Kirche gehörte zum Patronatsbesitz des Cyriakus-Klosters in Eschwege und unterstand dem Offizial der Propstei St. Martin zu Heiligenstadt. Mit der Aufhebung der Stifte und Klöster nach der Einführung der Reformation in der Landgrafschaft Hessen im Jahr 1527 wurde die Kirche evangelisch. Die Stiftsgüter kamen den evangelischen Pfarrern zugute.
In der Mitte des 12. Jahrhunderts war die alte Holzkirche morsch und auch zu klein für die Gemeinde geworden und eine große Steinkirche wurde an ihre Stelle gesetzt. Von ihr blieb nach den Verheerungen des Dreißigjährigen Krieges von 1618 bis 1648 nur der Wehrturm erhalten, dessen Mauerverband der farbliche Wechsel zwischen hellen und dunklen Sandsteinen prägt. Es wird angenommen, dass ursprünglich auch das Kirchenschiff, trotz starker Beschädigungen, diese Zeit überstand. Eine Kirchenrechnung von 1670 belegt, dass das Gebäude in der Zeit um 1669 und 1670 umfassend repariert wurde.
Als sich in der zweiten Hälfte des 18. Jahrhunderts die Reparaturkosten für das baufällig gewordene Gebäude häuften und auch die Plätze mit der wachsenden Zahl der hier lebenden Menschen nicht mehr reichten, ist es in den Jahren 1785 und 1786 abgebrochen und auf vergrößertem Grundriss als Holzfachwerkbau neu errichtet worden. Das ursprüngliche Fachwerk ist durch den aufgelegten Putz nicht mehr sichtbar. Die nördliche Seite des Kirchenschiffs, die zu dicht an einem Steingebäude stand, um nach Regennässe wieder trocken zu werden, musste durch eine steinerne Wand ersetzt werden. Sie wird, da Stein- und Fachwerkwände unterschiedlich auf Wetterveränderungen reagieren, mit einem Zuganker gesichert.
Rund um die Kirche befand sich der früher der „Todtenhof“ Schwebdas, zu dem einst auch ein Teil des Dorfangers und heute bebaute Flächen gehörten. An der südlichen Seite lag der Begräbnisplatz der Familie von Keudell, von dem sich noch figürliche Grabsteine aus dem 16. und 17. Jahrhundert erhalten haben, die sich zu Seiten der Eingangstüren an der Kirche befinden. Wegen der häufigen Überschwemmungen der Werra und auch aus Platzmangel ist der Friedhof in der Zeit gegen Ende des 18. und Anfang des 19. Jahrhunderts auf ein höher gelegenes Gebiet oberhalb des Dorfes verlegt worden. Erst mit einer künstlichen Begradigung im 19. Jahrhundert wurde die Flussschleife, die nahe am Dorf vorbeiführte, von der Werra abgetrennt. Der zurückgebliebene Altarm wird inzwischen aus floristischer und ornithologischer Sicht als wertvoll angesehen und ist im Jahr 1987 mit der Bezeichnung Werra-Altarm bei Schwebda zum Naturschutzgebiet erklärt und später auch als ein Fauna-Flora-Habitat-Gebiet in das europaweite Schutzgebietssystem Natura 2000 integriert worden.

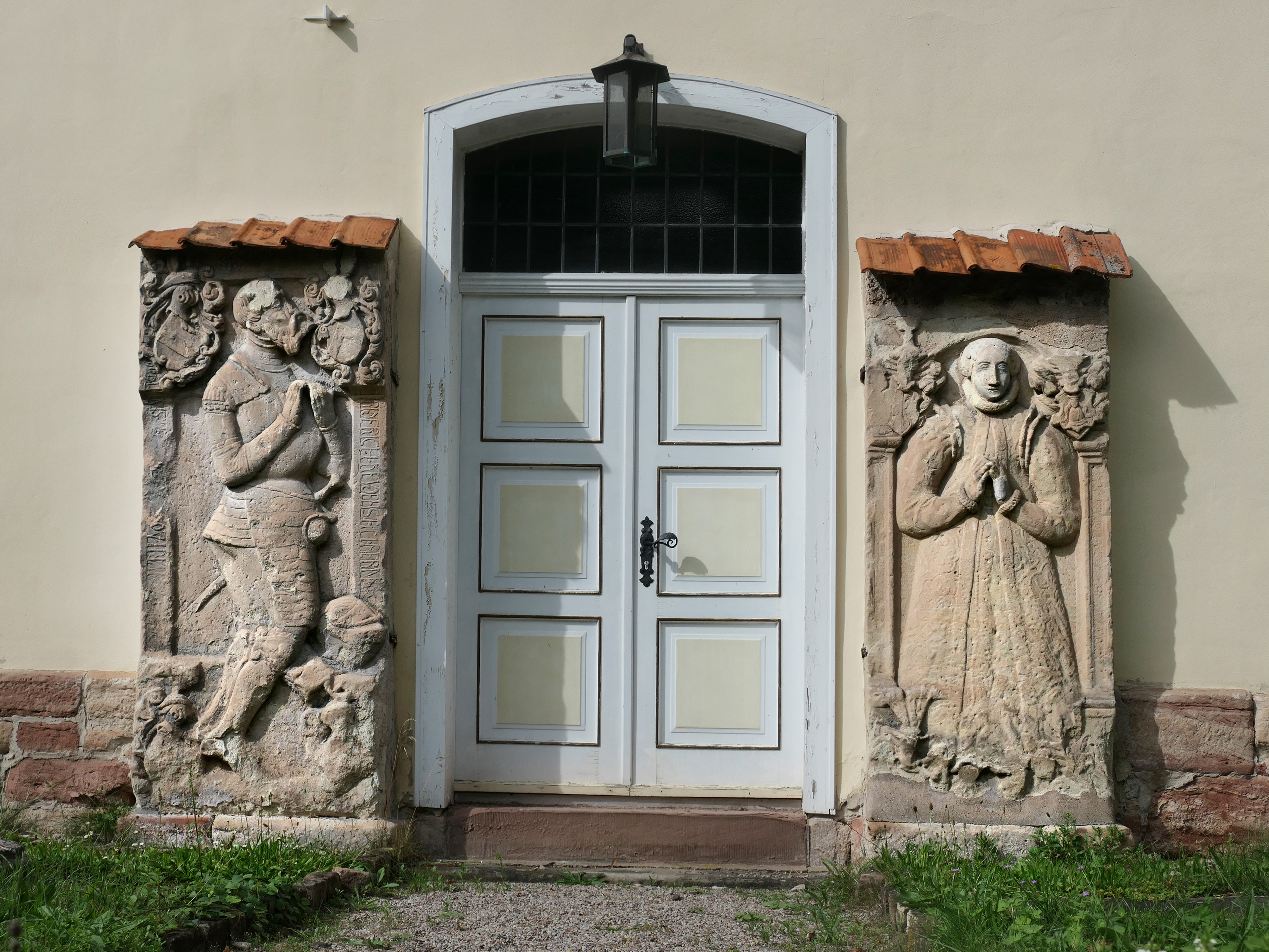
Grabplatten am Südeingang für Friedrich von Keudell auf Keudelstein (* 1502; † 1567) und Mechthild von Schwebda († 1549)
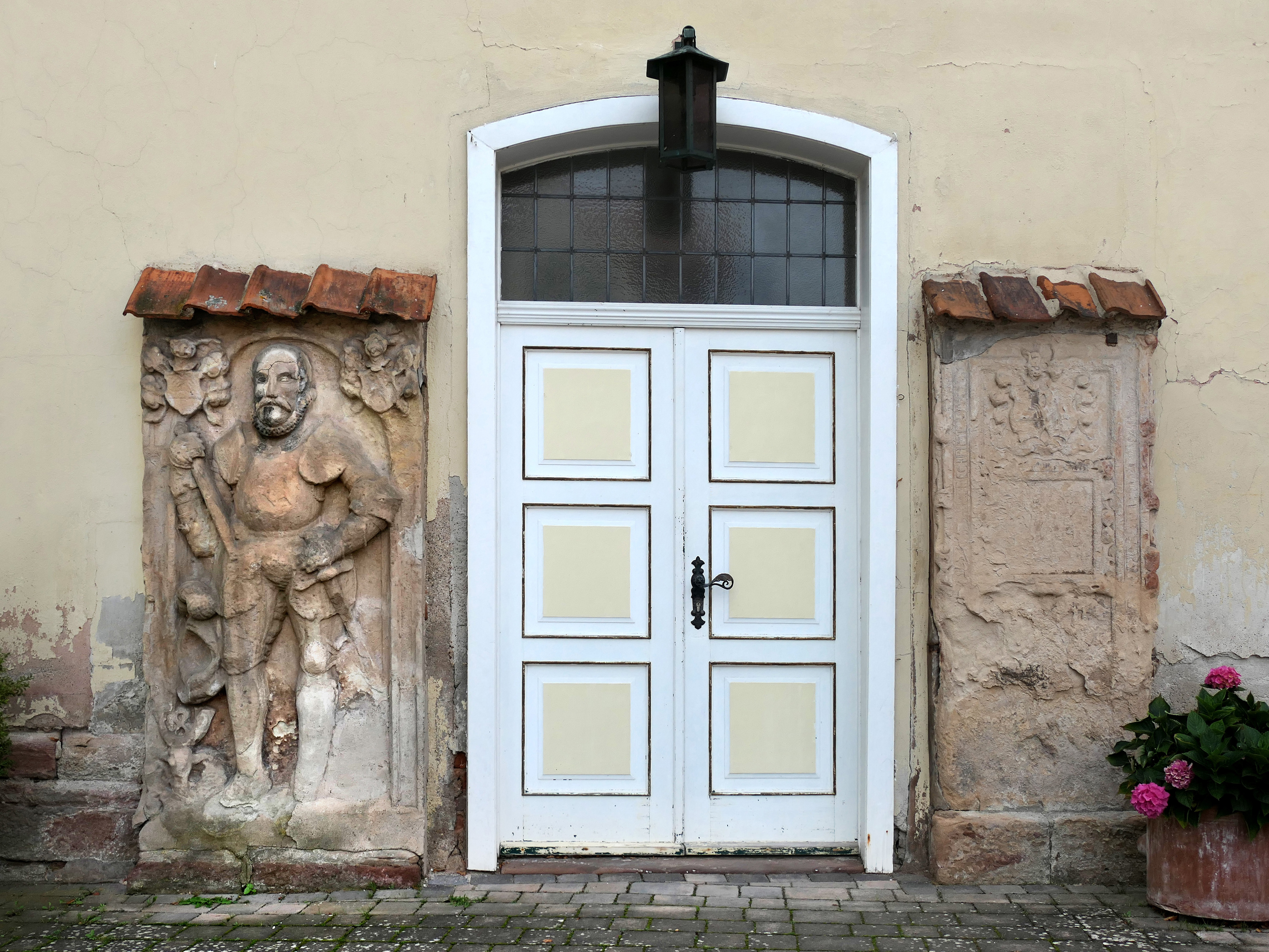
Grabplatten am Osteingang für Wolf Wilhelm von Keudell und Mechthild von Eschwege († 1658)

## Ausstattung

### Innenraum

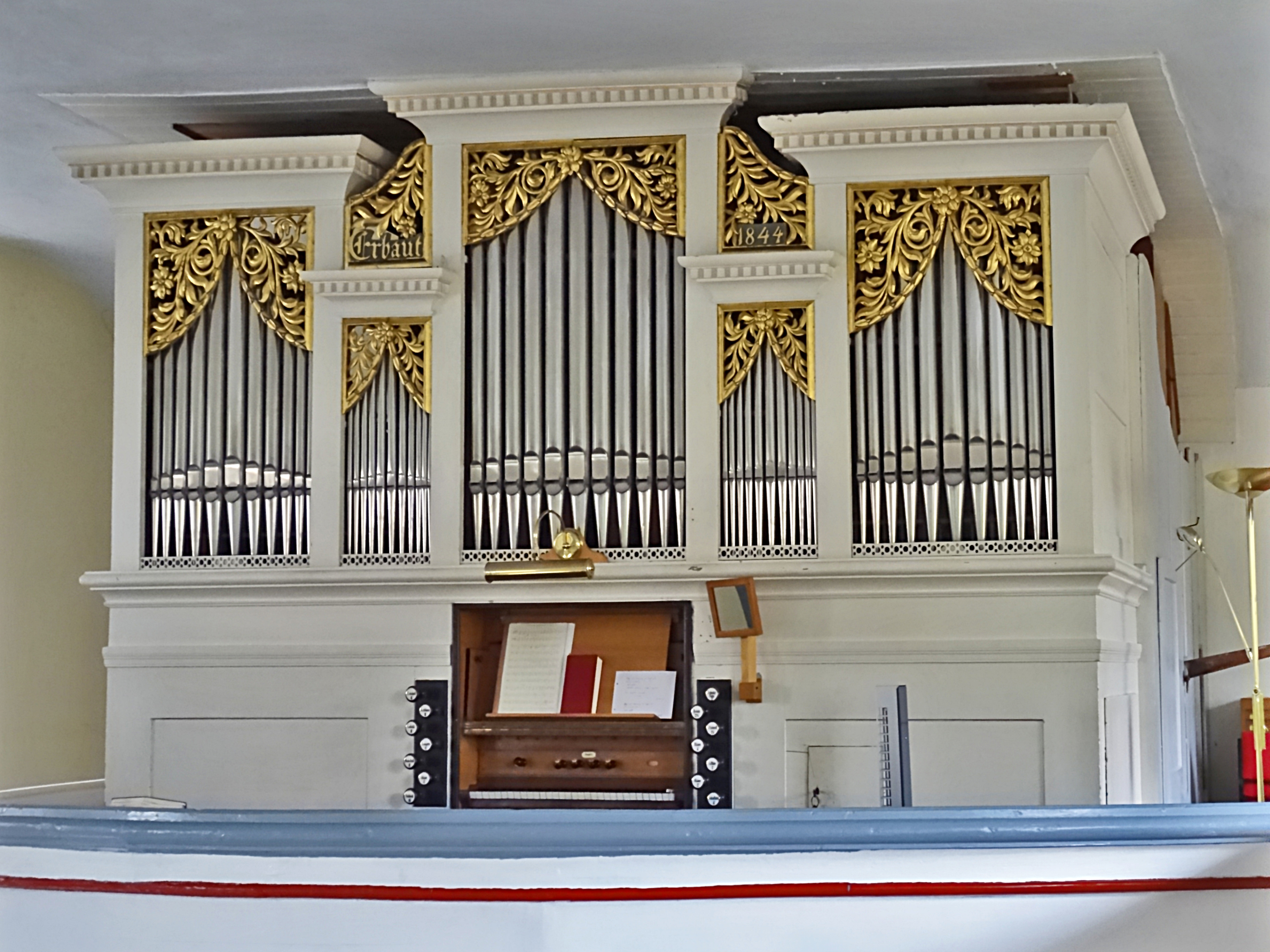
Die Orgel

Der Innenraum des im Jahr 1785 angefügten Schiffes wurde einfach gehalten, was den Vorstellungen an eine auf die Wortverkündigung ausgerichteten protestantischen Predigtkirche entsprach. Den rechteckigen Saal prägten die umspannende Empore und der separate Keudellsche Adelsstand. Abgeteilt durch Zwischenwände und Fenster befand er sich auf den Emporen links und rechts über dem Altar. Einen festen Platz in einem holzvergitterten Kirchenstand unter der rechten Empore hatten in dieser Zeit ebenfalls der Pfarrer mit seiner Familie sowie die Kirchenältesten. Frauen und Männer saßen getrennt: Die Frauen im Kirchenschiff, die Männer auf den Emporen an den beiden Längsseiten. Auf die übliche Ostausrichtung des Altars, über dem sich die Kanzel von 1677 erhebt, wurde aus baulichen Gründen verzichtet.
Das barocke Gehäuse der Orgel stammt aus der Vorgängerkirche und wurde 1844 vom Friedaer Orgelbauer Schmerbach mit einem aus Kloster Hülfensberg für 730 Taler erworbenen und general überholten Werk versehen.

### Turm

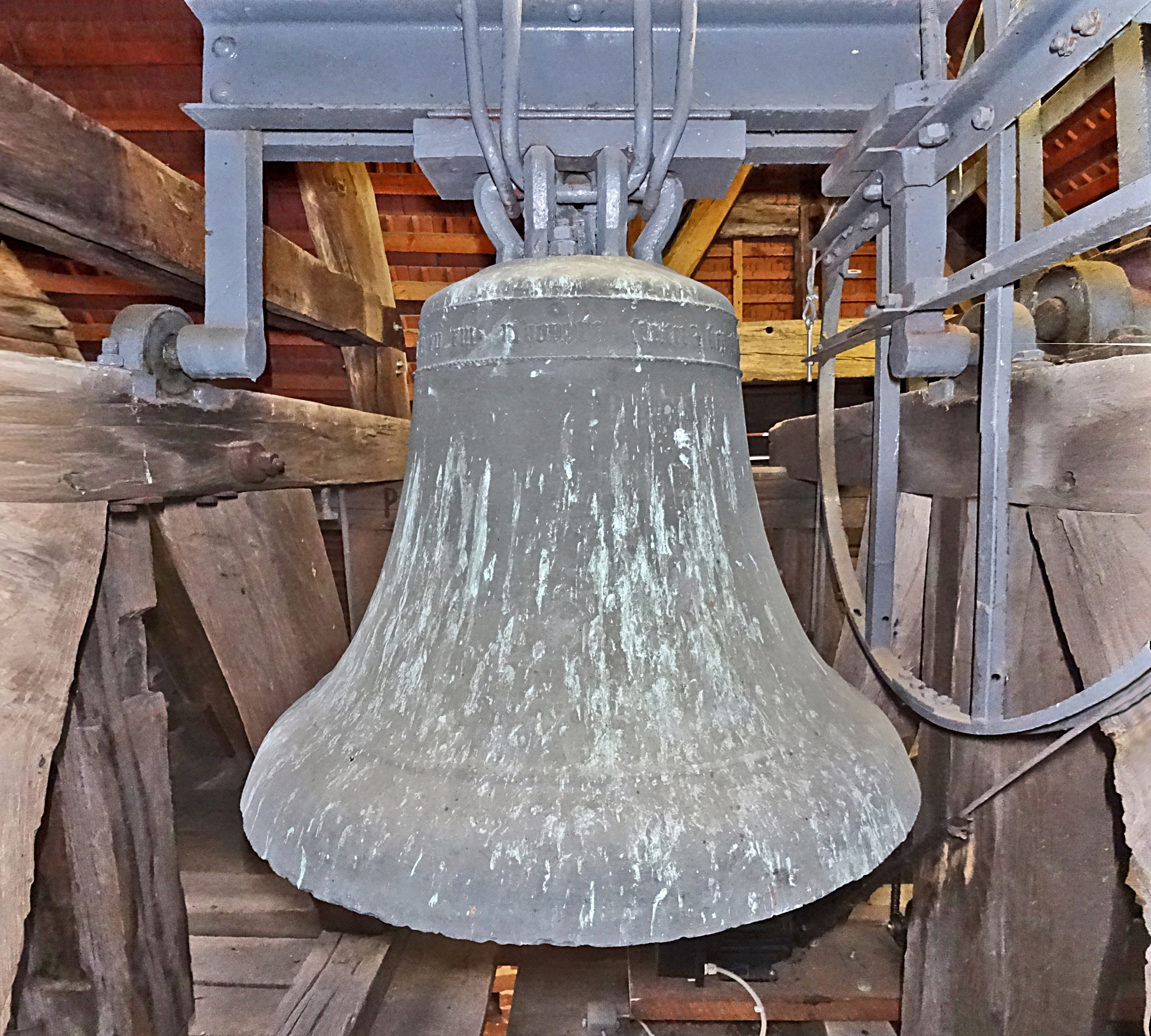
Die Stephanusglocke

Die älteste erhaltene Glocke ist die „Kleine Glocke“ aus dem Jahr 1513, die „Stephanusglocke“. Sie wiegt 8 Zentner und gegossen hat sie der hessische Glockengießer Hans Kortrog aus Homberg an der Efze. Sein Symbol die Schaf- oder Blechschere, ist zwischen den Worten ANNO und DOMINI auf der Glocke zu sehen. Die Übersetzung des lateinischen Schriftbandes auf dieser „Kortrogschen Glocke“ lautet: Im Jahr des Herrn 1513 zur Ehre des heiligen Stephanus, Lucas, Marcus, Johannes Matthäus.
Sie musste im Zweiten Weltkrieg – wie die anderen Glocken – abgegeben werden, überdauerte aber glücklicherweise diese Zeit und wurde auf einem Glockensammelplatz in Hamburg entdeckt und kam 1948 wieder nach Schwebda zurück.
Im Turm befindet sich noch das historische Turmuhrwerk von J. F. Weule (Bockenem 1925).

## Denkmalschutz
Wegen ihrer künstlerischen, geschichtlichen und städtebaulichen Bedeutung ist die Kirche ein geschütztes Kulturdenkmal. Sie befindet sich innerhalb der Gesamtanlage des Ortes, die sich südlich der Bundesstraße 249 erstreckt und aus geschichtlichen und künstlerischen Gründen unter Denkmalschutz steht. Im Denkmalverzeichnis des Landes Hessen hat die Kirche die Nummer 38248 und die Gesamtanlage Schwebda die Nummer 38232.